# Prasmiola
Prasmiola is een geslacht van hooiwagens uit de familie Triaenonychidae.
De wetenschappelijke naam Prasmiola is voor het eerst geldig gepubliceerd door Forster in 1954. 

## Soorten
Prasmiola is monotypisch en omvat slechts de volgende soort:
- Prasmiola unica